# حزب دموکرات مسیحی هلند
حزب دموکرات مسیحی هلند یا حزب فراخوان دموکرات مسیحی (به هلندی: Christen Democratisch Appèl CDA)، یک حزب سیاسی در این کشور با ایده دموکراسی مسیحی است. حزب دموکرات مسیحی هلند در اصل در سال ۱۹۷۷ از ایجاد کنفدراسیونی از «حزب کاتولیک خلق»، «حزب پروتستانی مخالف با انقلاب»، و «اتحادیه تاریخی مسیحی» تشکیل شد و از آن زمان تا کنون این حزب در همه دولت‌های تشکیل شده در هلند بجز ۳ دولت شرکت داشته‌است. رهبر این حزب از ۱۸ مه ۲۰۱۲ «سیبراند فون هرسما بوما» بوده‌است.
حزب دموکرات مسیحی در انتخابات عمومی ۲۰۱۰ با از دست دادن نیمی از کرسی‌های خود متحمل شکست بزرگی شده و به جایگاه چهارم در مجلس سفلای پارلمان هلند سقوط کرد. در نتیجه این شکست این حزب از ۲۰۱۰ تا ۲۰۱۲ یک شریک اقلیت ائتلافی در کابینه دست راستی با حزب مردم برای آزادی و دموکراسی (VVD), با کمک
حزب مردم برای آزادی و دموکراسی (VVD)، در پارلمان بود. پس از آن، حزب دموکرات مسیحی دوباره تعداد قابل توجهی از کرسی‌های خود را در انتخابات عمومی ۲۰۱۲ از دست داد، و به جایگاه پنجم در پارلمان سقوط کرد.